# Backlash (2004)
Backlash (2004) — это шестое  по счёту Pay-per-view (PPV) в истории Backlash рестлинг шоу, проводимое крупнейшим американским реслинг-промоушеном World Wrestling Entertainment. Это был единственный Backlash в истории, который проводился за США вплоть до 2023 года. Концепция шоу была основана на главное шоу года WrestleMania XX.
На главном событии шоу был трёхсторонний поединок за Чемпионство мира в тяжёлом весе, где чемпион у себя дома Крис Бенуа защитил титул против Трипл Эйча и Шона Майклза, где Бенуа заставил Майклза сдаться в Шарпшутере. В одном из важных матчей на шоу Рэнди Ортон защищал своё Интерконтинентальное чемпионство против Кактуса Джека в Хардкорном матче, где Рэнди победил после того, когда он провёл ему RKO. В другом важном матче, Эдж победил Кейна.

## Результаты матчей
| №                                                                                       | Результаты                                                               | Условия                                                                                      | Время |
| --------------------------------------------------------------------------------------- | ------------------------------------------------------------------------ | -------------------------------------------------------------------------------------------- | ----- |
| 1P                                                                                      | Вэл Венис победил Мэтта Харди                                            | Одиночный матч                                                                               | 7:58  |
| 2                                                                                       | Шелтон Бенджамин победил Рика Флэра                                      | Одиночный матч                                                                               | 9:29  |
| 3                                                                                       | Джонатан Коучмэн (с Гаррисоном Кейдом) победил Таджири                   | Одиночный матч                                                                               | 6:25  |
| 4                                                                                       | Крис Джерико победил Кристиана и Триш Стратус                            | Матч Хандикап (1 на 2)                                                                       | 11:32 |
| 5                                                                                       | Виктория (ч) победила Литу                                               | Одиночный матч за Чемпионство WWE среди женщин                                               | 7:22  |
| 6                                                                                       | Рэнди Ортон (ч) победил Кактуса Джека                                    | Хардкорный матч за Интерконтинентальное чемпионство WWE Эволюции нельзя появляться на ринге. | 23:04 |
| 7                                                                                       | Роузи и Ураган победили Резистанцию (Роберта Конвэя и Силвайна Греньера) | Командный матч                                                                               | 5:02  |
| 8                                                                                       | Эдж победил Кейна                                                        | Одиночный матч                                                                               | 6:25  |
| 9                                                                                       | Крис Бенуа (ч) победил Трипл Эйча и Шона Майклза по болевому             | Трёхсторонний матч за Чемпионство мира в тяжёлом весе                                        | 30:10 |
| - (ч) – чемпион на начало матча - P – указывает, что матч прошёл на предварительном шоу |                                                                          |                                                                                              |       |